# Peder Magnus Trojel
Peder Magnus Trojel (3. juni (eller 6. juni) 1743 – 16. december 1793) var en dansk digter og jurist.

## Uddannelse og karriere
Peder Magnus Trojel blev fødti Fuglevig Præstegaard og var broder til Frants Vilhelm Trojel, Jacob Kofod Trojel og Peder Kofod Trojel. Efter at være privat forberedt i hjemmet blev Trojel student 1759; han tog teologisk attestats 1762 og juridisk eksamen 1773, begge med udmærkelse.
Samtidig syslede han meget med studiet af nyere sprog og var godt hjemme i dem. En tid var han huslærer hos grev H. Wedell-Wedellsborg, der da var overhofmester hos de kongelige prinsesser, og blev derved nødt til at følge med hoffet. Dette blev Trojels ulykke; han blev revet med ind i det letsindige liv, der udgik fra Frederik 5.’s hof. Efter grev Wedells død måtte Trojel, hvis pengesager var i stor uorden, tage forskellige huslærerpladser.
Gennem bekendtskab fik han senere, samme år som han tog juridisk eksamen, pladsen som auditør ved det daværende falsterske regiment; han blev dog snart ked af militærvæsenet og tog sin afsked (1778). Han levede så nogle år (omtrent 1778-83) i København af at manuducere til juridisk eksamen, medens han stadig forgæves søgte om embede. Til sidst opgav han håbet om at få noget, og da han var svagelig af helbred, tog han ud til sin yngre broder Frants Vilhelm Trojel, der da var inspektør på Anneberggård i Ods Herred; her levede han til sin død.

## Skriftlig virksomhed
Trojel debuterede som digter med Prøver af danske Satirer (1773); de fik en anerkendende omtale i Kritisk Journal af W.H.F. Abrahamson, men vakte for resten meget ringe opmærksomhed. De fleste af hans arbejder blev til, mens han levede som manuduktør i København. Han havde i sin tid et ret anset navn som satiriker; men den senere tid nød ikke hans
arbejder. De mest bekendte af dem er: Satiren Ode til Dumhed og drikkevisen Jeg er en Mand, som har saa vidt omvandret. Et udvalg af hans og broderens digte er givet i Udvalgte Digte af P. M. og P. K. Trojel (1801), hvori desuden findes biografier af de 2 brødre.
Trojels juridiske forfattervirksomhed er ikke af nogen nævneværdig betydning. Han blev i 1764 dr. juris ved en dissertation af nærmest retshistorisk indhold De legum Daniæ atque Norvagiæ in naufragos humanitate, som i noget bredere form findes gengivet på dansk i Juridisk, medicinsk og økonomisk Tidende for 1767. Desuden udgav han i 1776 et tidsskrift Juridisk Tilskuer.